# Eduardo Escalante Feo
Eduardo Escalante Feo fue un dramaturgo español, quien produjo prácticamente toda su obra en valenciano. 
Hijo de Eduardo Escalante Mateu, siguió sus pasos tanto en su oficio como en la temática de sus obras, aunque abandonando la crítica social que aparecía en los sainetes de su padre, para preferir los aspectos más costumbristas. También intentó consolidar una zarzuela valenciana. En este sentido, y con la colaboración musical del compositor Salvador Giner, compuso piezas como El Roder (1905) y Plors y alegries (1906), mientras que con música de Vicente Peydró Les barraques (1899), La gent de tro (1898), De Valencia a París y Viatge a l'Exposició (ambas de 1901). 
La revista musical, en Valencia, tuvo su época dorada en las décadas de 1920 y 1930, y la obra de Escalante Feo fue uno de sus precedentes.